# Victorin de Pettau
Victorin de Pettau (probablement en Grèce, 250 - Pettau, 304) est un auteur ecclésiastique et 
évêque de Pettau dont l'activité se situe aux alentours de 270, et qui subit le martyre lors de la persécution de l'empereur Dioclétien. 

## Biographie
Né probablement en Grèce, ou à Pettau (en latin Poetovio ou Petovio, actuelle Ptuj en Slovénie) en Pannonie, Victorin (également connu sous les noms de Victorinus Petavionensis, Poetovionensis, Victorin de Ptuj, Poetovio ou Pétovion) parlait mieux grec que latin, ce qui explique pourquoi, de l'avis de saint Jérôme, ses œuvres écrites en latin valaient davantage pour leur thème que pour leur style. Il est le premier exégète à écrire en latin. Comme nombre de ses contemporains, il était millénariste ; c'est pour cette raison que ses œuvres ont été classées avec les apocryphes dans le décret attribué au pape Gélase Ier.
Selon saint Jérôme, qui lui accorde une place honorable dans son catalogue d'auteurs ecclésiastiques, Victorin a composé, outre des réfutations d'hérésies contemporaines, des commentaires sur de nombreux livres de l'Ancien et du Nouveau Testament : Genèse, Exode, Lévitique, Isaïe, Ézéchiel, Habacuc, l'Ecclésiaste, le Cantique des cantiques, l'Évangile selon Matthieu et l'Apocalypse. Antoine-Frédéric Ozanam dans La civilisation chrétienne chez les Francs : recherches sur l'histoire ecclésiastique, politique et littéraire des temps mérovingiens et sur le règne de Charlemagne (1872, 4e edition p. 17), lui attribue des traductions d'Origène et un penchant mystique excessif pour les nombres sacrés à la manière des néo-pythagoriciens.
Toutes ses œuvres sont perdues, à l'exception de son commentaire sur l'Apocalypse et un court traité Sur la création du monde (De fabrica mundi). Les savants s'accordent sur l'authenticité de ces textes. L'édition de référence est actuellement celle de Martine Dulaey dans la collection des Sources chrétiennes. Il semble incorrect de voir en lui l'auteur de deux poèmes : De Jesu Christo et De Pascha, qui font partie de la collection de Fabricius.

## Œuvres
- Sur la création du monde
- Commentaire sur l'Apocalypse ; Sur l'Apocalypse, suivi du Fragment chronologique et de La construction du monde, intr., texte critique, trad. et comment. par Martine Dulaey, Paris, Cerf, Sources Chrétiennes, n° 423, 1997.